# セイヨウオニシバリ
セイヨウオニシバリ（西洋鬼縛り、学名: Daphne mezereum）は、被子植物ジンチョウゲ科ジンチョウゲ属の植物の一種。ヨウシュジンチョウゲ（洋種沈丁花）とも呼ばれる。ほとんどのヨーロッパおよび西アジア、北から北部スカンディナヴィアおよびロシア原産である。南ヨーロッパでは、中から高地ならびに亜高山帯に制限されているが、北ヨーロッパでは海の近くまで低地に下りてきている。一般的に石灰岩由来の土壌に生育は制限されている。一般的な英名はmezereonである。
種小名のmezereumは、「殺す」という言葉に由来する本種の古いペルシア語の名称「mazeriyn」に由来する。
高さ1.5メートルに生長する落葉性低木である。葉は柔らかく、長さ3〜8センチメートル、幅1〜2センチメートル、軸に対してらせん状に配置されている。葉が現われる前の裸の茎の上に早春に花が咲く。4枚に分かれた直径10〜15ミリメートルのピンクあるいは藤色（稀に白）の花被を持ち、強くよい香りがする。果実は直径7〜12ミリメートルの鮮赤色のベリーである。果実は人間に対して非常に有毒であるが、果実を食べるツグミのような鳥は耐性がありセイヨウオニシバリの実を食べ、ふんに含まれる種子を散布する。

## 毒性
セイヨウオニシバリは、特に果実および小枝にダフネトキシンが含まれているため、猛毒性である。中毒になると、窒息感を経験する。新鮮な小枝を手で扱うと、感受性の高い人では湿疹を引き起こす。にもかかわらず、魅力的な花を付けるため、庭で観賞植物として一般的に栽培されている。

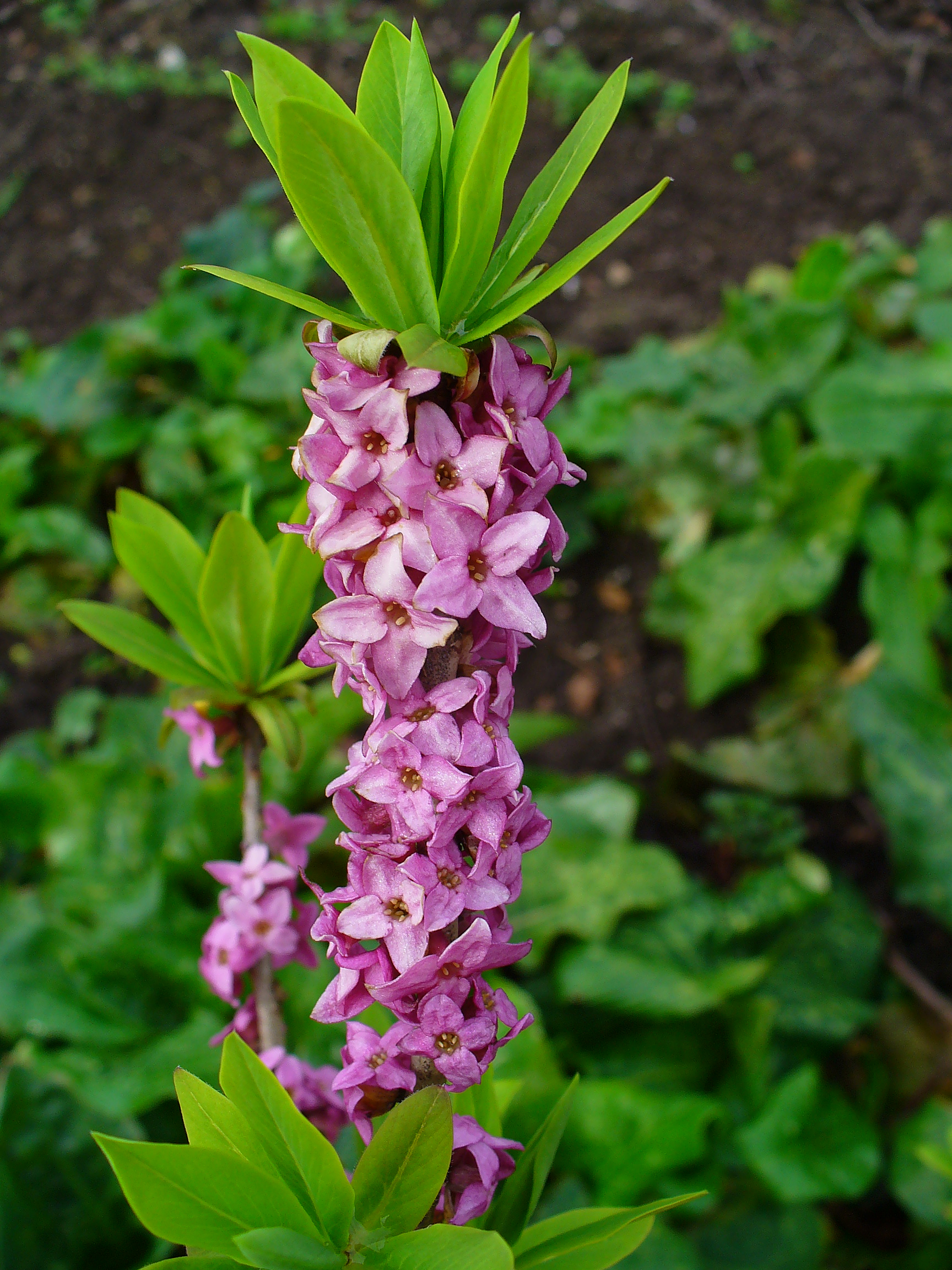
詳細
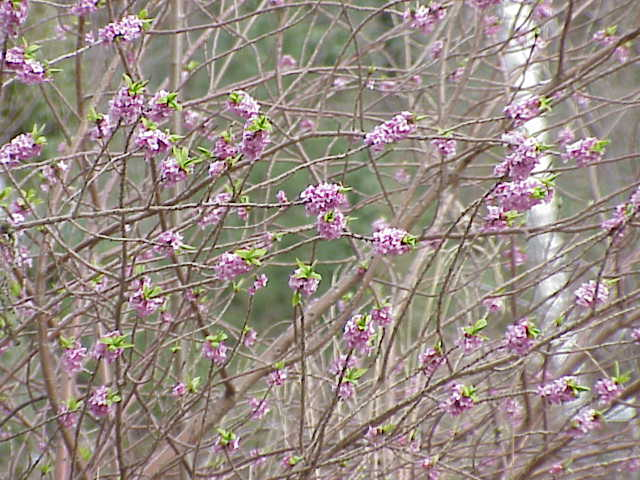
満開の花
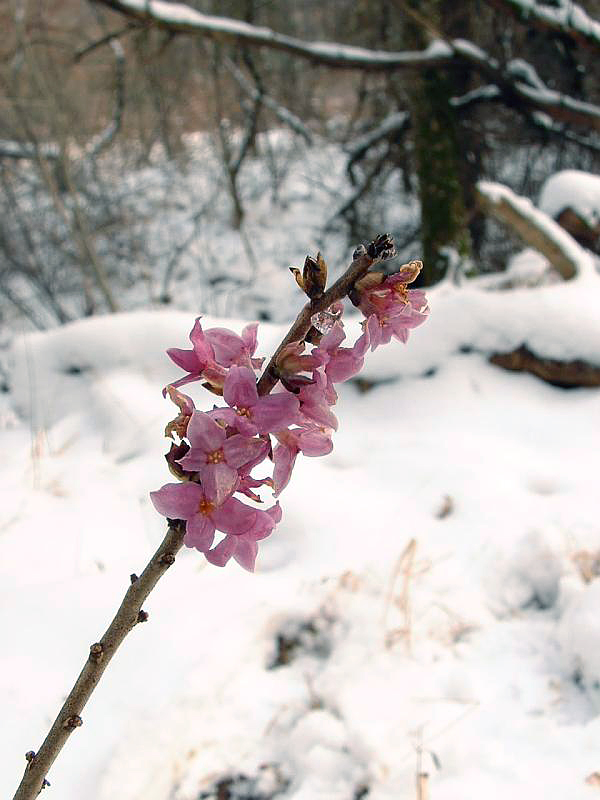
花の拡大写真
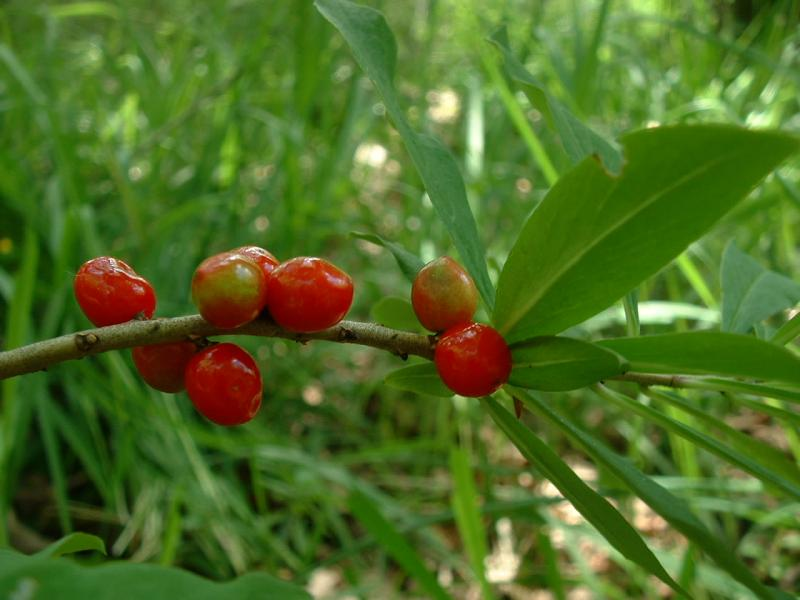
果実

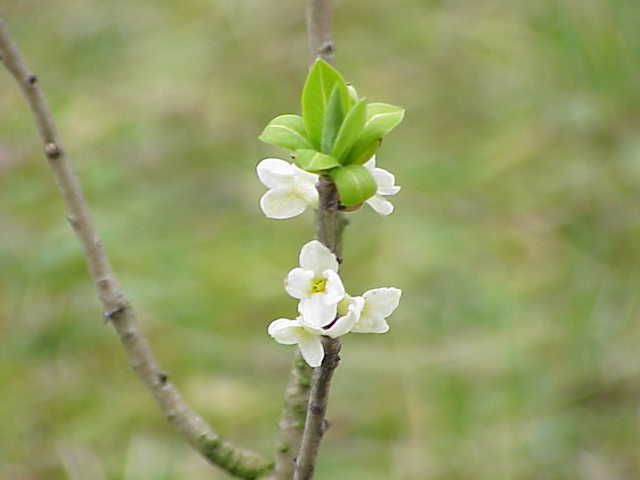
白い花を付ける栽培品種
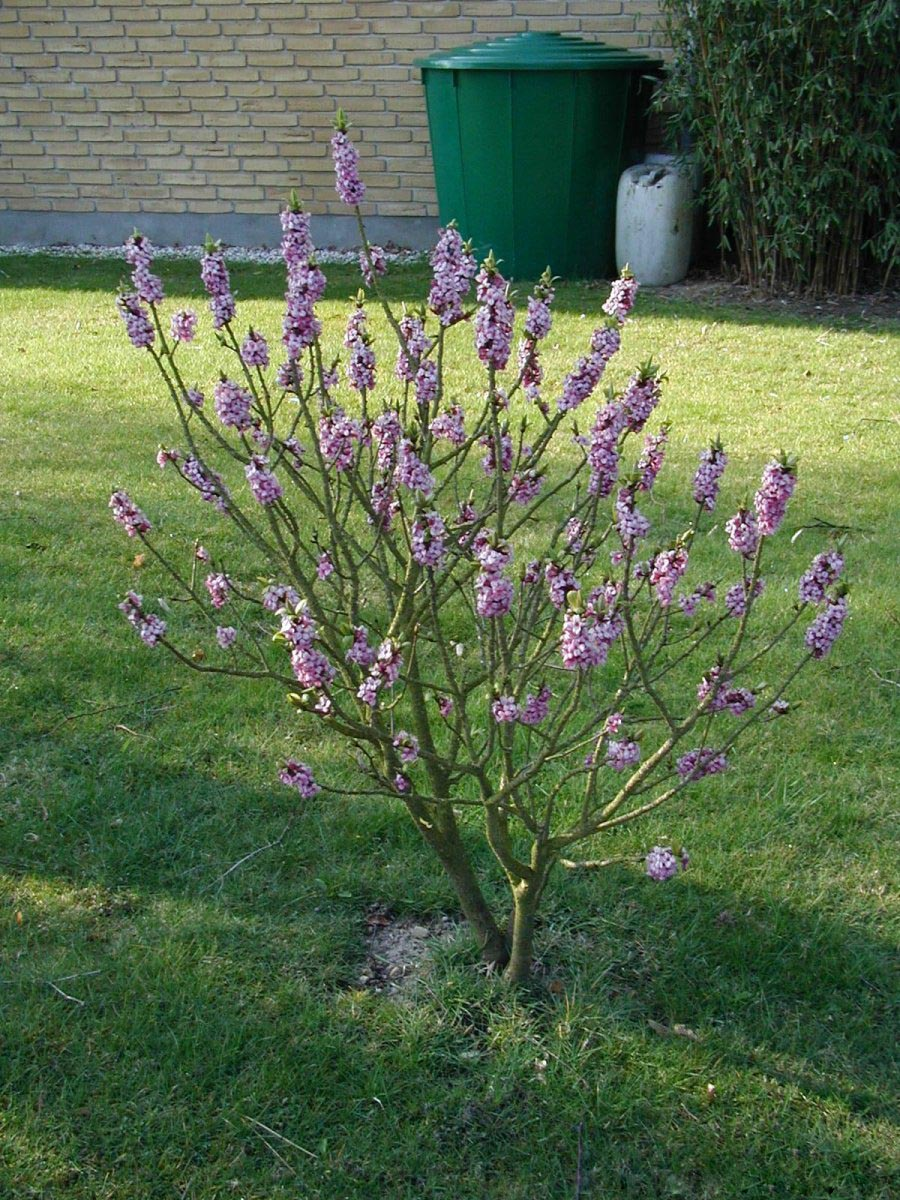
3月に満開となる栽培品種
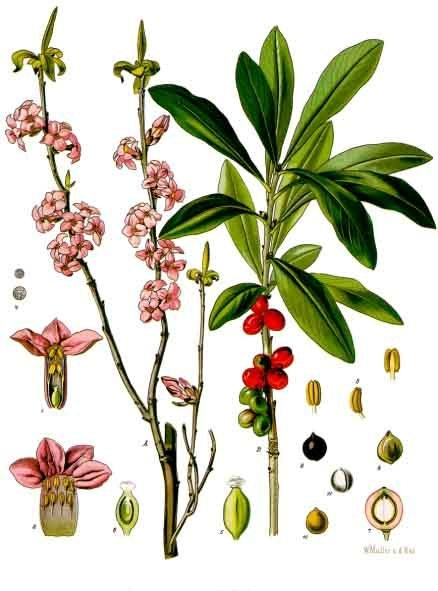
葉と果実の図解